# Аграрний університет Грузії
Аграрний університет Грузії (груз. საქართველოს აგრარული უნივერსიტეტი) — приватний заклад вищої освіти. Один з найстаріших вишів Грузії, університет став одним із найпрестижніших і рейтингових вишів після того, як він в 2011 році у перейшов в управління благодійної організації Фонд Знань, заснованої  Кахою Бендукідзе. В результаті проведених реформ Аграрний університет став закладом вищої освіти в Грузії, що найшвидше розвивається. За рейтингом середніх балів, що надійшли вже в 2013 році Аграрний університет вийшов на шосте місце серед існуючих в Грузії 60 вишів.
Навчальні програми максимально наближені до програм провідних вишів  Європи. В Аграрному університеті викладають висококваліфіковані професори та викладачі, в тому числі ті грузинські вчені, які працювали в західних університетах і повернулися на батьківщину, щоб продовжити наукову і викладацьку діяльність в грузинському університеті.
Партнерами тбіліського університету є 13 університетів Європи, Америки і Азії, що дає студентам можливість взяти участь в програмах по обміну.
Аграрний університет Грузії об'єднує три факультети:
- Факультет аграрних та природничих наук
- Інженерно-технологічний факультет
- Факультет бізнес-адміністрування

Навчання в університеті здійснюється як за програмами бакалаврату, магістратури та докторантури, а також за професійною програмою.
2011 року, до переходу Аграрного університету в підпорядкування Фонду Знань, за рейтингом середніх балів абітурієнтів, що вступили до вишів, університет займав 37-е місце. Після реформ проведених Фондом Знань, університет став одним з провідних закладів вищої освіти Грузії. Заклад має сучасну інфраструктуру і лабораторії.